# Лоун-Гроув (Оклахома)
Лоун-Гроув (англ. Lone Grove) — місто (англ. city) в США, в окрузі Картер штату Оклахома. Населення — 4993 особи (2020).

## Географія
Лоун-Гроув розташований за координатами 34°10′51″ пн. ш. 97°15′12″ зх. д. / 34.18083° пн. ш. 97.25333° зх. д. (34.180972, -97.253313).  За даними Бюро перепису населення США в 2010 році місто мало площу 71,41 км², з яких 71,19 км² — суходіл та 0,22 км² — водойми. В 2017 році площа становила 64,59 км², з яких 64,42 км² — суходіл та 0,17 км² — водойми.

## Демографія
Згідно з переписом 2010 року, у місті мешкали 5054 особи в 1873 домогосподарствах у складі 1455 родин. Густота населення становила 71 особа/км².  Було 2043 помешкання (29/км²).
Расовий склад населення:
| - 80,4 % — білих - 9,5 % — корінних американців - 2,2 % — чорних або афроамериканців - 0,5 % — азіатів |

До двох чи більше рас належало 6,6 %. Частка іспаномовних становила 4,0 % від усіх жителів.
За віковим діапазоном населення розподілялося таким чином: 28,7 % — особи молодші 18 років, 60,9 % — особи у віці 18—64 років, 10,4 % — особи у віці 65 років та старші. Медіана віку мешканця становила 35,9 року. На 100 осіб жіночої статі у місті припадало 100,0 чоловіків;  на 100 жінок у віці від 18 років та старших — 95,2 чоловіків також старших 18 років.
Середній дохід на одне домашнє господарство  становив 53 758 доларів США (медіана — 43 460), а середній дохід на одну сім'ю — 63 230 доларів (медіана — 56 875). Медіана доходів становила 41 053 долари для чоловіків та 24 519 доларів для жінок. За межею бідності перебувало 14,4 % осіб, у тому числі 14,6 % дітей у віці до 18 років та 22,3 % осіб у віці 65 років та старших.
Цивільне працевлаштоване населення становило 2170 осіб. Основні галузі зайнятості: освіта, охорона здоров'я та соціальна допомога — 19,1 %, виробництво — 15,7 %, роздрібна торгівля — 12,5 %, мистецтво, розваги та відпочинок — 10,5 %.